# Epsilon Tauri
Pour les articles homonymes, voir Epsilon (homonymie) et Ain.
Désignations
Epsilon Tauri (en abrégé ε Tau) dans la désignation de Bayer, est une étoile géante rouge située dans la constellation du Taureau, membre de l'amas ouvert des Hyades. Ain est le nom approuvé par l’Union astronomique internationale (UAI). 
Ain est de type spectral G9.5III, et de magnitude apparente +3,53 ± 0,05. Elle est située à environ 146 années-lumière du système solaire, soit légèrement plus loin que la moyenne des autres étoiles composant l'amas des Hyades, bien qu'elle soit la plus brillante.
Elle possède un compagnon de magnitude +11 (ε Tauri B), séparé de Ain par 190 secondes d'arc en date de 2015. Le rapprochement des deux étoiles sur la sphère céleste est fortuit, constituant ainsi une double optique.
Ain étant située très près de l'écliptique, il arrive parfois qu'elle soit occultée par la Lune, ou bien, phénomène encore plus rare, par l'une des planètes du système solaire.

## Nomenclature et histoire

### Du ciel des Grecs et des Arabes à l’UAI
Ain (Aïn en français), soit le nom approuvé pour ε Tau par l’UAI¸ vient de l’arabe l'arabe « عين الثور » ᶜAyn al-Ṯawr, « l’Œil du Taureau » [septentrional], dans le ciel gréco-arabe, soit le ciel repris des Grecs par les astronomes arabes au IXe siècle. Le nom arabe est transcrit Ain AlThaur dans la traduction du یجِ سلطانی Zīğ-i Sulṭānī ou « Tables sultaniennes » d’Uluġ Bēg (1437), par Thomas Hyde (1665) C’est à partir de là que Giuseppe Piazzi firme le nom Ain  (1814). Repris dans des catalogues du XIXe siècle, il est relevé par Richard Allen (1899), qui le popularise,.

### En Chine

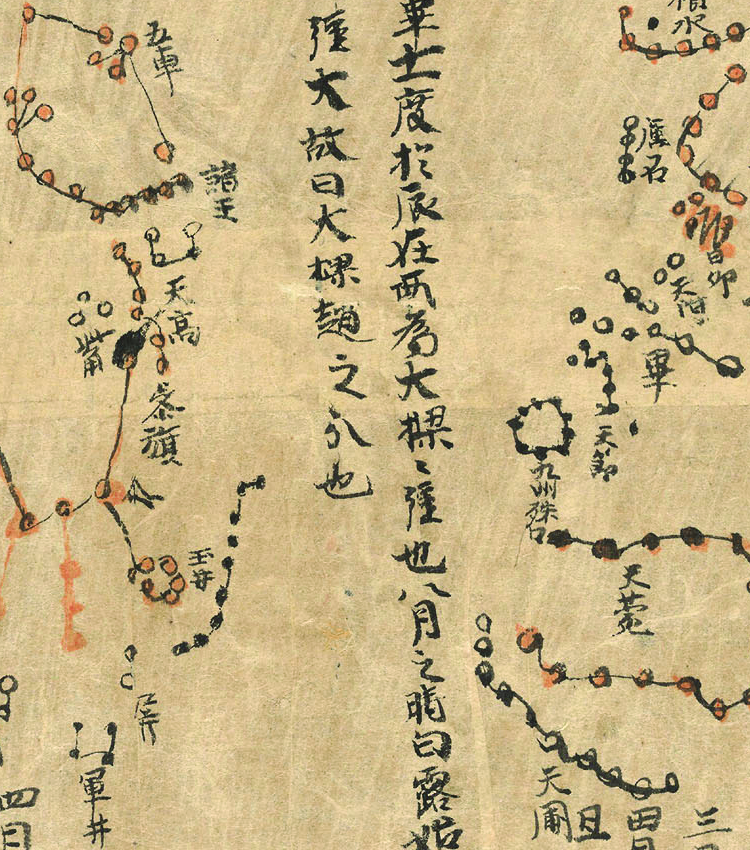
La figure de 毕宿, « le Filet », sur la Carte de Dunhuang (ca. 649-684).

ε Tau est 毕宿一, soit « la 1re étoile de la constellation de 毕宿 (bì), « le Filet ». Au départ, on trouve cette étoile dans le Shi shi xinjin, soit le catalogue l'école astronomique de Shi Shen (ca. 350 av. è. c.). Le filet est un filet à la chasse au lapin. 

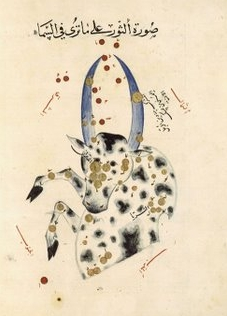
La figure de الثور al-Ṯawr, « le Taureau », dans une édition du traité de ᶜAbd al-Raḥmān al-Ṣūfī du XVe s.

## Système planétaire
En 2006, une exoplanète, Epsilon Tauri b, a été découverte ; elle aurait une orbite excentrique de 1,6 an.